# Team Goh
Pour les articles homonymes, voir Goh.

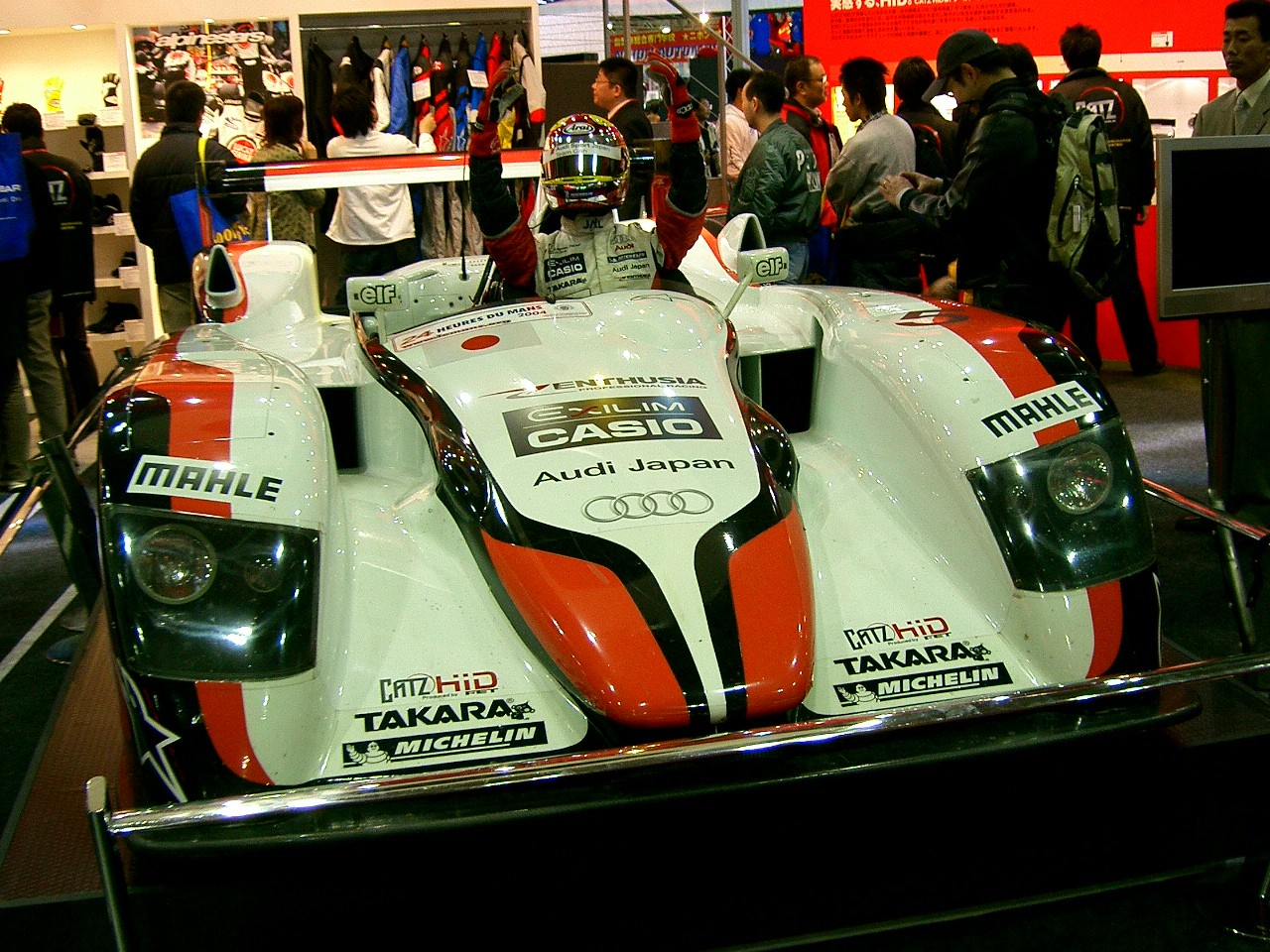
L'Audi R8 victorieuse aux 24 Heures du Mans 2004

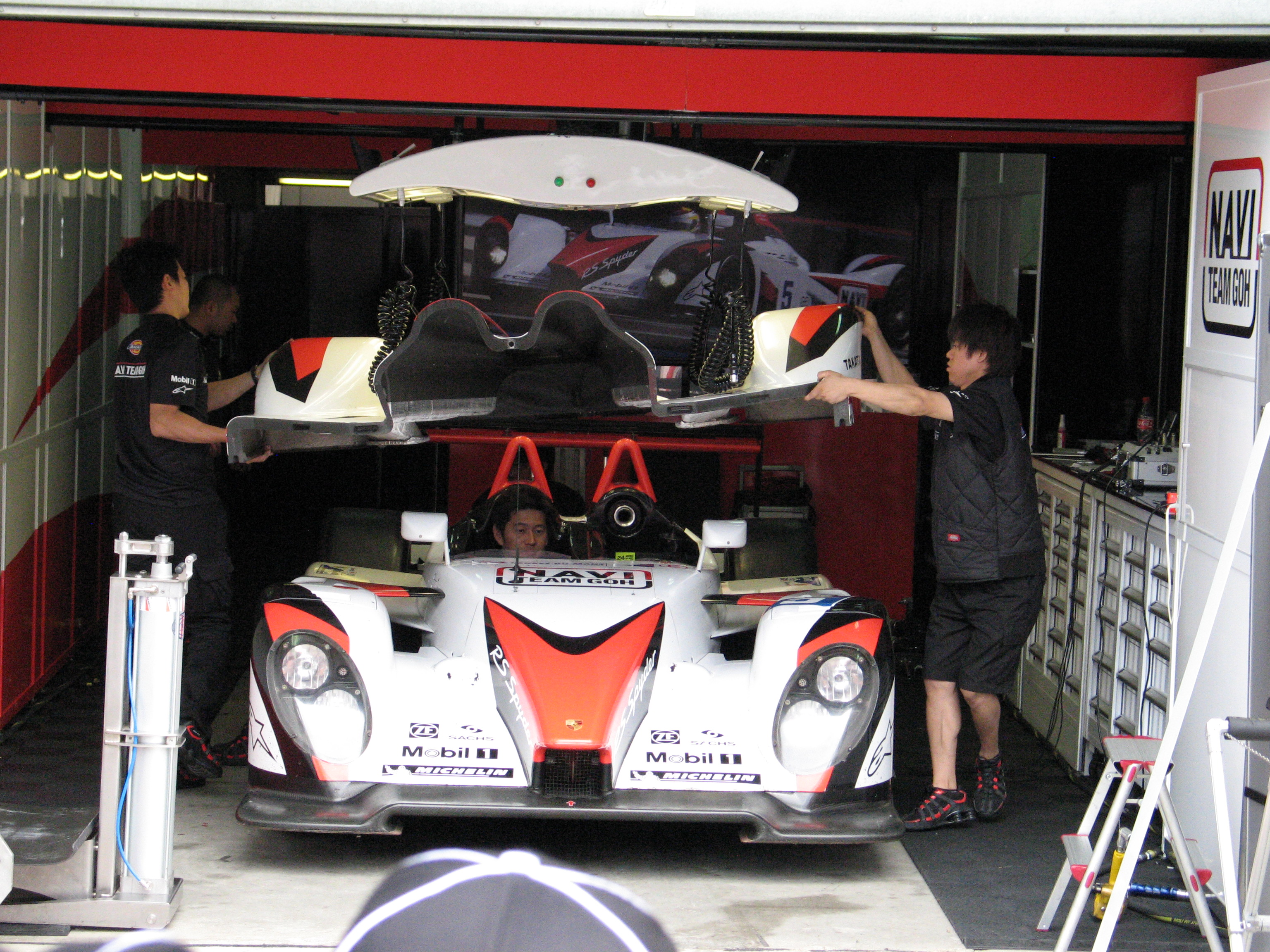
La Porsche RS Spyder aux 24 Heures du Mans 2009

Le Team Goh est une écurie de course japonaise fondée par Kazumichi Goh en 1996.
L'écurie participe aux championnats Super GT, Asian Le Mans Series et aux 24 Heures du Mans.

## Palmarès
- All-Japan Grand Touring Car Championship
  - Vainqueur en 1996 avec David Brabham et John Nielsen sur McLaren F1 GTR

- 24 Heures du Mans
  - Vainqueur de la course expérimentale des 1 000 kilomètres du Mans 2003
  - Vainqueur des 24 Heures du Mans 2004

- FIA Sportscar
  - Vainqueur des 1 000 kilomètres de Spa en 2003